# دابلارا
دابلارا شهری در شهرستان اوری در استان باله در بورکینافاسوی جنوبی است و جمعیت آن ۴۵۲ نفر است.